# Lutmaplein

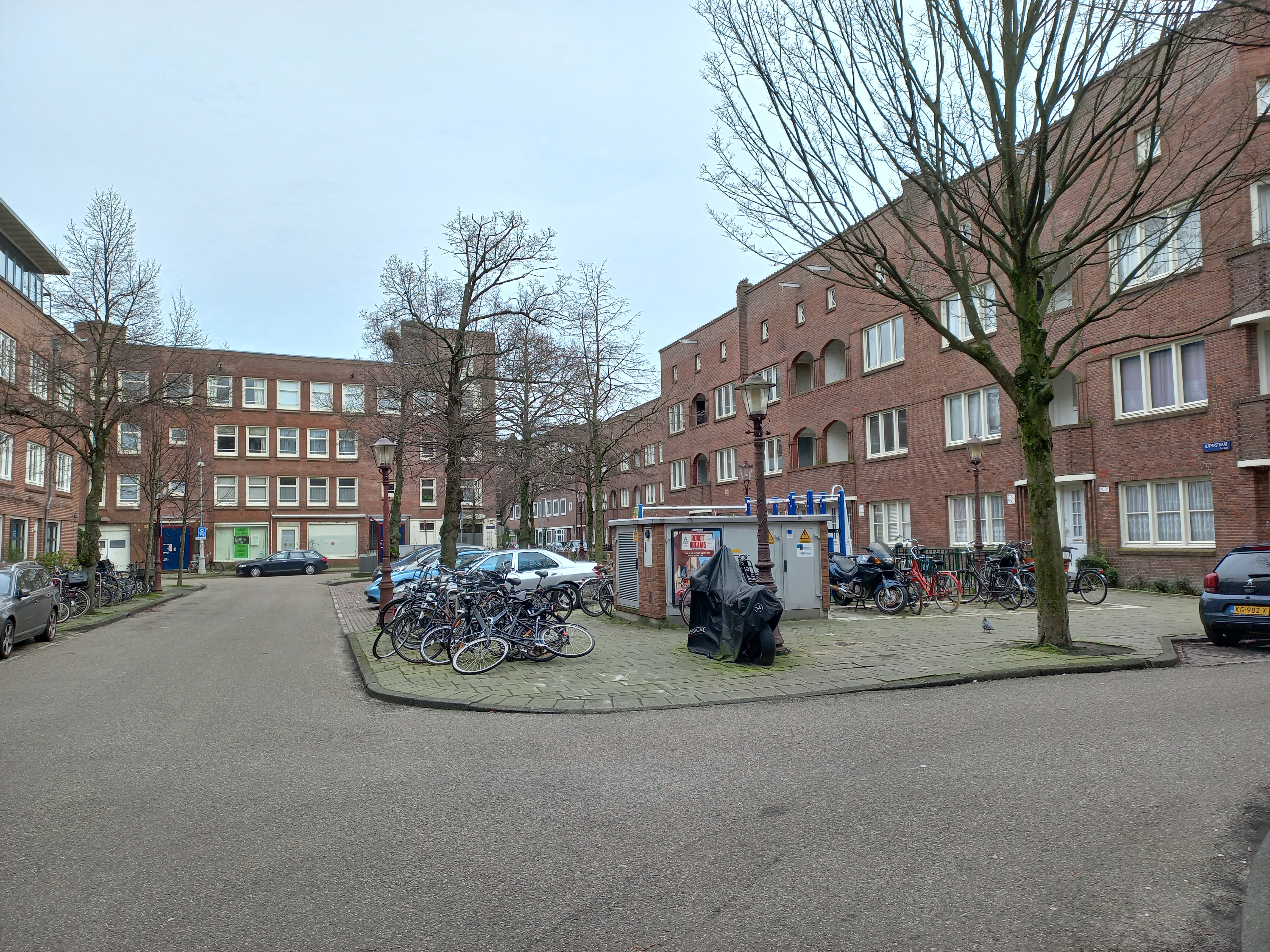
Deel van Lutmastraat dat Lutmaplein heette; rechts het bouwblok (februari 2024)

Het Lutmaplein was een plein in Amsterdam-Zuid.
In juni 1917 benoemde de Gemeente Amsterdam het Lutmaplein. Het was een open ruimte in de Lutmastraat, die twee jaar eerder haar naam had gekregen, een vernoeming naar de zeventiende-eeuwse goud- en zilversmid Janus Lutma. Er werden in die vergadering een hele reeks straatnamen uitgedeeld. Het plein ontstond bij de invulling van een terrein dat Amsterdam in 1896 had overgenomen van Nieuwer-Amstel, dat nog niet aan inrichting was toegekomen. 
In 1920 kwam er het idee om aan het plein een vergaderruimte en conciërgewoning voor de Hersteld Apostolisch Kerk neer te zetten naar ontwerp van Herman Sijmons.  Het zou er echter nooit komen.
Het plein kwam in 1923 in het landelijk nieuws vanwege een inbraak, die opgelost werd. Het plein lag toen nog aan de rand van de stad, aangeduid als het eind van de Van Woustraat. Daar kwam in eind 1923 een eind aan toen NV Technisch Bureau v.h. Rutgers aan de zuidkant een groot U-vormig bouwblok ging realiseren. Flip Hamers ontwierp hier 57 woningen verdeeld over 19 percelen aan Lutmastraat, Jan Lievensstraat en Saffierstraat.
In 1924 verdween de naam weer uit de boeken; het gedeelte werd opgenomen in de Lutmastraat. De naam bleef nog een tiental jaren in de volksoverlevering bewaard. Het plein is in de 21e eeuw nog steeds als pleintje duidelijk herkenbaar; er staat een speelplaatsje en elektriciteitshuisje op.